# Alexandru Popescu (istoric)
Alexandru Popescu (n. 8 mai 1942, București) este un istoric, etnolog, diplomat. A publicat volume și studii în domeniile etnografiei, istoriei României și universale, relațiilor diplomatice și culturale, serviciilor de informații.

## Biografie
După absolvirea Liceului „Ion Luca Caragiale” din București. (1956-1960), a urmat cursurile Facultății de istorie ale Universității București (1960-1965). În perioada 1970-1974, a urmat cursurile Facultății de  istorie și etnografie ale Universității din Bonn, obținând titlul de doctor. În perioada 1970-1971, 1973-1974, a fost bursier al Fundației “Alexander von Humboldt” din R. F. Germania. A activat ca cercetător științific la Institutul de etnografie și folclor al Academiei Române (1966-2000). În perioada 1990-2006, activează în cadrul Ministerului de Externe cu gradul de secretar I și consilier dipllomatic (din 2004), îndeplinind funcțiile de director adjunct al Direcției de Relații Culturale (1996-1997) și de atașat cultural al ambasadei României în Germania (1992-1996), atașat cultural al ambasadei României în Austria și director al Centrului Cultural Român din Viena (1997-2002), atașat cultural al ambasadei României în Finlanda (2003-2006). A publicat 22 de volume, a colaborat la realizarea a 7 volume colective și a semnat 40 de studii apărute în țară și peste hotare. (Germania, Austria) .A publicat  400 de articole în ziare și reviste. Susține rubrica "Străzile Bucureștilor. Mică istorie sentimentală în imagini" , "Biografii la raspantie. Istorici si diplomati" în „Ziarul de duminică”,  A colaborat la posturile de Radio și Televiziune. A susținut cursuri și conferințe la universități din România, Germania, Austria. A obținut  Premiul „Nicolae Iorga” pe anul 2011, conferit de „Fundația culturală Magazin Istoric” pentru volumul Lucian Blaga în diplomația românească (colectiv).

## Viața personală
Are doi fii: Alexandru Naum și Toader

## Opera (bibliografie selectivă)

### Scrieri publicate în țară
* Vikingi (în colaborare cu Cornelia Belcin), Editura Albatros, București, 1976;
* Șerban Cantacuzino, Editura Militară, București, 1978;
* Tradiții de muncă românești în obiceiuri, folclor, artă populară, București, Editura Științifică și Enciclopedică, București, 1986;
* Cultura geto-dacă, București, Editura Științifică, 1982 (traducere în limba maghiară), Editura Kriterion, București,  1987
* Relații româno-austriece; Die Beziehungen Rumäniens und Österreichs. Geschichte; Diplomatie, Kultur, Ed. Institutul Europan, Iași, 1999;
* Viena românească, Editura Fundației Culturale Române, București, 2000;
* România și cele trei războaie mondiale în arhive diplomatice germane și austriece, Editura Instititul European, Iași, 2002;
* Viena secretă, Editura Meronia, București, 2003;
* Confluențe româno-finlandeze. Trei secole de contacte, 85 de ani de relații diplomatice, Editura Fundației Culturale Române, București, 2004;
* Academia secretelor. Intelectualii și spionajul, O istorie universală, Editura Meronia, București., 2006 (ed. I);  Editura  Cetatea de Scaun , Târgoviște, 2010 (ed. II);
* Agenții mărturisiți. Diplomații și spionajul. O istorie universală, Editura  Cetatea de Scaun , Târgoviște, 2009 (ed. I), 2010 (ed. II);
* Frumoasele agente. Femeile și spionajul. O istorie universală, Editura Cetatea de Scaun, Târgoviște, 2010; ed. II 2014
* Dicționar universal al spionilor, Editura Meronia, București, 2010;
* Cinci milenii de război secret. O enciclopedie a spionajului Arhivat în 28 septembrie 2013, la Wayback Machine., Editura Cetatea de Scaun, Târgoviște, 2
- * Biografiile secrete ale spionilor. Viata personala a agenților, Editura Cetatea de Scaun, Târgoviște, 2014
- * Portrete neretușate. Galeria diplomaților-istorici. O istorie universală, Editura Cetatea de Scaun, Târgoviște, 2016
- Marea mistificare Adevăratele legende ale spionilor, Editura Cetatea de Scaun, Târgoviște, 2017

### Lucrări publicate în străinătate
- Rumänische Erntebräuche, Bonn, Friederich Wilhelm Universität, 1974;
- Transsilvanien-Rumänisches Gebiet im Spiegel der Weltgeschichte, Bochum, 1992;
- Rumänien im Spiegel der Weltgeschichte, Sammlung Observator-Hefte,  München, 1994
- Eine Geschichte der deutsch-rumänischen Kulturbeziehungen mit historischem Hintergrund, Sammlung Observator-Hefte, München, 2000